# آوال
آوال (انگلیسی: AWAL) (مخفف هنرمندان بدون شرکت پخش) یک شرکت پخش موسیقی بریتانیایی است که متعلق به سونی میوزیک است. این شرکت به عنوان جایگزینی برای قراردادهای لیبل موسیقی سنتی عمل می‌کند و ساختارهای معاملاتی را به هنرمندان و شرکت‌های مستقل ارائه می‌دهد بدون اینکه آنها مالکیت یا کنترل آثار خود را از دست بدهند. در سال ۲۰۲۱، سونی میوزیک این شرکت را از گروه موسیقی کولبالت به قیمت ۴۳۰ میلیون دلار خریداری کرد.